# Зеренбах
Зеренбах (нем. Seerenbachfälle) — водопад в Швейцарии.
Водопад расположен около Амдена в кантоне Санкт-Галлен. Зеренбах состоит из трёх каскадов. Верхний имеет высоту 50 м, средний — 305 м, нижний — 190 м, всего 585 м. В месте падения образуется ручей Зееренбах, который впадает в озеро Валензе.
Если считать каскады одним водопадом, то это высочайший водопад в стране. Однако, средний каскад Зеренбаха уступает по высоте Мюрренбахскому, но превышает по высоте свободно падающий водопад Штауббах.
С Зеренбахом сливается и водопад Риквелле (48 м), образующийся из карстового источника, за которым расположена система пещер.
Водопады Зеренбах и Ринквелле являются популярными туристическими местами на северном маршруте от Валензе. Они входят в федеральный кадастр ландшафтов и памятников природы национального значения.